# Jean-Jacques Mercier-de Molin
Ne doit pas être confondu avec son père, Jean-Jacques Mercier (troisième du nom).
Jean-Jacques Mercier-de Molin, né le 4 mai 1859 et mort le 6 octobre 1932, est un homme d'affaires, commerçant et mécène vaudois.

## Biographie
Fils unique de Jean-Jacques III Mercier-Marcel, Jean-Jaques IV est tôt intégré dans les affaires familiales : à 19 ans il commence à travailler dans la tannerie. Dès 1883, il gère toutes les affaires de son père expatrié fiscal à Nice, « victime de la fiscalité vaudoise ». 
En 1888, Jean-Jacques Mercier-de Molin prend la direction effective des affaires familiales, siège dans de nombreux conseils d'administration, dont celui de l'influente et libérale Gazette de Lausanne (1901-1911), et remplit des mandats politique de conseiller communal (1886-1905) et de député au Grand Conseil (1889-1893). 
Au tournant du XXe siècle, Jean-Jacques Mercier passe progressivement la main à ses fils et le couple Mercier-de Molin s'investit désormais dans la sphère culturelle, le mécénat et la philanthropie – notamment la lutte contre la tuberculose avec la doctoresse Charlotte Olivier. L'Université de Lausanne bénéficie des largesses du père et du fils : le premier alimente le fonds de l'Université, le second l'augmente de 200 000 francs et financera encore la décoration de l'aula du Palais de Rumine. En outre, quand les vignobles du site de Chissiez doivent être remplacés par un immeuble et que les habitants du quartier s’y opposent, un don de 40 000 francs de Jean-Jacques Mercier-de Molin, en 1903, permet de financer partiellement la création, à la place, de la promenade Jean-Jacques-Mercier, qui est inaugurée en 1910 en l'honneur de son père,. Dans le canton du Valais, c'est l'hôpital de Sierre que Mercier finance en bonne partie, des terrains et des subsides qu'il donne pour construire un sanatorium populaire, etc. L'Université lui offrira le titre de docteur honoris causa en 1925, la commune de Sierre en fera son bourgeois d'honneur. 
Entre 1906 et 1908, Jean-Jacques Mercier fait construire sa résidence d'été, le château de Pradegg (aujourd'hui château Mercier) sur les hauts de Sierre. Conçue par l'architecte Chabloz, inspirée du style valdôtain, la demeure abrite la collection d'art de la famille, entre autres de nombreuses œuvres de Ernest Biéler et de Louis Rivier. La Fondation de famille Mercier-de Molin cède château, parc et collection à l'État du Valais en 1970, donation entrée en vigueur en 1991.